# Mchy
Mchy (Bryophyta) – gromada roślin telomowych obejmująca małe, osiągające od 1 do 10 cm wysokości organizmy, przeważnie żyjące skupiskowo w ocienionych i wilgotnych miejscach. Nie wykształcają one prawdziwych liści, łodyg czy korzeni, zamiast nich posiadają listki (mikrofile), łodyżki oraz chwytniki, spełniające podobne funkcje, lecz mające odmienną budowę. W rozwoju mchów wyróżnia się dwa następujące po sobie pokolenia: dominujący gametofit (pokolenie haploidalne) wytwarzający gametangia – plemnie i rodnie oraz zależny od niego sporofit (pokolenie diploidalne) wytwarzający zarodniki.
Współcześnie znanych jest około 12,8–13 tysięcy gatunków mchów grupowanych w 901–969 rodzajów. W Polsce w 2004 roku znanych było 697 gatunków mchów. Mchy występują we wszystkich lądowych biomach i pełnią w nich ogromną rolę ekologiczną, mają też istotny wpływ na globalne cykle biogeochemiczne.

## Budowa mchów
Mchy należą do roślin nienaczyniowych charakteryzujących się brakiem wykształconej tkanki przewodzącej. Odróżniają się od podobnych im wątrobowców m.in. obecnością wielokomórkowych chwytników. Inne różnice nie są uniwersalne dla wszystkich mchów i wątrobowców, jednak obecność łatwo wyróżnianych łodyżek i listków, brak silnie płatowych lub segmentowych części organizmów oraz brak listków ułożonych w trzy szeregi pozwalają wyróżnić mchy.

### Gametofit
W rozwoju haploidalnego gametofitu wyróżnia się dwie fazy – pierwszą jest splątek, a drugą rozwijający się z niego gametofor składający się z łodyżki i listków.
SplątekWykształca się różnie w różnych taksonach. U prątników jest nitkowaty, z zieloną i asymilującą chloronemą oraz brunatną kaulonemą, na której powstają pączki, z których rozwijają się gametofory. U torfowców jest plechowaty, podzielony na skraju na liczne, drobne płatki. Naleźliny wykształcają splątek początkowo nitkowaty i silnie rozgałęziony. Następnie przyjmuje on kształt wstęgowaty. Wyróżnia się tym wśród mchów, że tworzą ją dwie lub trzy warstwy komórek, a nie pojedyncza.
GametoforSkłada się z pokrytych listkami łodyżek. Łodyżki mchów osiągają zwykle kilka–kilkanaście cm, ale u niektórych gatunków osiągają zaledwie kilak mm, a u innych ponad pół metra. Ze względu na kierunek wzrostu i sposób rozgałęziania wyróżnia się łodyżki:
- ortotropowe – rosnące ku górze i prostopadle do podłoża, rozgałęziające się sympodialnie,
- plagiotropowe – płożące się po ziemi i rozgałęziające się monopodialnie.

Mchy rzadko rosną pojedynczo, zwykle wyrastają w postaci gęstych darni (w przypadku mchów ortotropowych) lub ścielących się kobierców (mchy plagiotropowe).
W budowie anatomicznej łodyżki wyróżnia się: skórkę (epidermę), korę (sklerodermę), tkankę zasadniczą (parenchymatyczną) i wiązkę przewodzącą. Z dolnej części łodyżki wyrastają wielokomórkowe chwytniki.
Listki mchów są z reguły całobrzegie, siedzące i najczęściej zbudowane z jednej warstwy komórek. Wyrastają w trzech, rzadko dwóch rzędach, przy czym zwykle ich układ jest zaburzony w wyniku skręcania łodyżki. Wszystkie listki asymilacyjne są zwykle podobne do siebie, czasem odmienny jest jeden z trzech rzędów lub listki na bocznych gałązkach różnią się od listków na łodyżce. Listki mają kształt niezbyt zróżnicowany – od owalnego do lancetowatego, zazwyczaj z zaostrzonym wierzchołkiem. Przez ich środek biegnie podłużne zgrubienie z kilku warstw komórek, tzw. żeberko, pełniące funkcję wzmacniającą, a nie przewodzącą jak wiązki przewodzące u roślin naczyniowych. U nasady listków często występują tzw. uszka powstające z większych od reszty i wypukłych komórek, u niektórych gatunków schodzą one na łodyżkę i zrastają się z nią (listki zbiegające). U niektórych mchów występują tzw. nibylistki – nitkowate, liściokształtne wyrostki służące do zatrzymywania wody. U płonników listki pokryte są charakterystycznymi, podłużnymi listewkami, na przekroju poprzecznym wyglądającymi jak kolumny z kilku-kilkunastu komórek. Listewki te znacznie zwiększają powierzchnię asymilacyjną liścia i ułatwiają gromadzenie wody.

### Sporofit

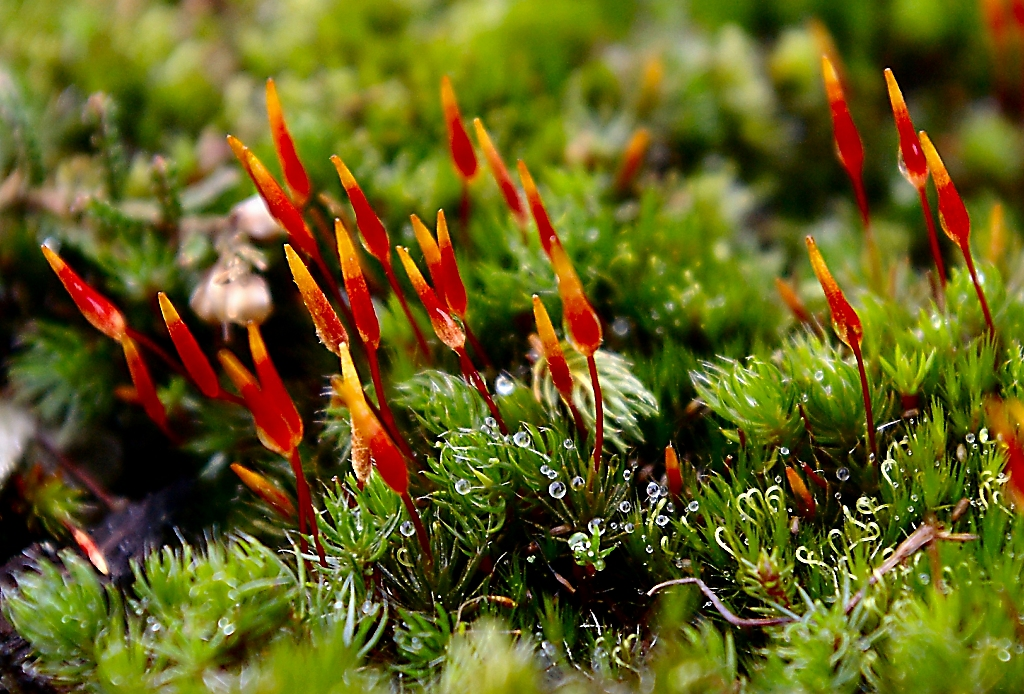
Płonnik włosisty z dobrze widocznymi puszkami sporofitu.

Diploidalny sporofit jest pokoleniem żyjącym stosunkowo długo (w porównaniu do wątrobowców) – może żyć przez trzy lata. Składa się ze stopy, sety, szyjki i puszki zarodni okrytej  czepkiem. Stopa kotwiczy sporofit w gametoforze i pobiera z jego tkanek wodę, sole mineralne i związki organiczne. W tym celu jej komórki często wytwarzają wyrostki ścian komórkowych zwiększających powierzchnię kontaktu.
Seta mchów jest sztywna dzięki grubościennym komórkom epidermy i czasem też komórek leżących pod nią. W secie biegnie tkanka przewodząca składająca się z hydroidów i leptoidów. Na szczycie sety tworzy się zarodnia. Jej ścianki są wielowarstwowe. Warstwa zewnętrzna zawiera chloroplasty i szparki. Wewnątrz znajduje się kolumienka i tkanka macierzysta zarodników i później zarodniki. Zarodnia okryta jest czepkiem i wieczkiem. Po dojrzeniu zarodników obie te części odpadają umożliwiając rozsianie zarodników, co regulowane jest przez ozębnię. 

## Cykl rozwojowy
U mchów występuje wyraźna przemiana pokoleń, z odmiennym stadium haploidalnym (gametofitem) i diploidalnym (sporofitem) z wyraźną dominacją tego pierwszego. W jego rozwoju występują dwie fazy. Z zarodników kiełkują nitkowate, rzadziej plechowate splątki stanowiące fazę pierwszą, a następnie rozwijają się z nich ulistnione gametofory stanowiące fazę drugą. Gametafory rosną dzięki podziałom trójsiecznej komórki inicjalnej, jednak z powodu skręcania się łodyżki układ listków zwykle jest nieregularny. Na szczytach gałązek dwusieczne komórki inicjalne tworzą gametangia – rodnie i plemnie. Często gametangia rozdzielane są przez wstawki. Po zapłodnieniu komórki jajowej rozwija się sporofit. Jego wzrost przerywa ściankę rodni u jej podstawy i wynosi ją w postaci czepka okrywającego zarodnię. Czepek ogrywa istotną rolę w rozwoju zarodni i w przypadku jego usunięcia rozwój jej nie przebiega prawidłowo lub może nie powstać, jeśli czepek zostanie wcześnie usunięty. Sporofit mchów jest długotrwały, może żyć do trzech lat, cały czas będąc zależnym od odżywającego go gametofitu (choć u niektórych gatunków wyposażony jest w tkankę asymilacyjną, to jednak z gametofitu pozyskuje wodę i sole mineralne). Na jego szczycie powstaje zarodnia, a w niej zarodniki. Są one rozsiewane w zależności od pogody – gdy jest sucho ozębnia na szczycie zarodni się rozchyla umożliwiając opuszczenie zarodni przez zarodniki, gdy wilgotność jest większa – ozębnia zamyka zarodniki wewnątrz zarodni. 
Gametofity wytwarzają wegetatywne rozmnóżki zarówno na gametaforze jak i czasem na splątku.

## Systematyka

Obficie rosnące mchy epifityczne na gałęziach drzew w lesie deszczowym.

Według wcześniejszych systemów, mchy zaliczane były wraz z wątrobowcami i glewikami do gromady mszaków (Bryophyta), w której tworzyły klasę mchów (Musci). Czyniło to jednakże takson ten taksonem parafiletycznym, dlatego dzisiaj rozdziela się go najczęściej na trzy różne gromady. Zgodnie z takim podziałem, gromada Bryophyta zawiera wyłącznie mchy.
Podział mchów na klasy i relacje między nimi
|  | Andreaeobryopsida       |
|  |                         |
|  | Andreaeopsida naleźliny |
|  |                         |

|  | Oedipodiopsida                                                               |
|  |                                                                              |
|  | \| \| Tetraphidopsida \| \| \| \| \| \| Polytrichopsida płonniki \| \| \| \| |
|  |                                                                              |
|  | Tetraphidopsida                                                              |
|  |                                                                              |
|  | Polytrichopsida płonniki                                                     |
|  |                                                                              |

|  | Tetraphidopsida          |
|  |                          |
|  | Polytrichopsida płonniki |
|  |                          |

|  | Oedipodiopsida                                                               |
|  |                                                                              |
|  | \| \| Tetraphidopsida \| \| \| \| \| \| Polytrichopsida płonniki \| \| \| \| |
|  |                                                                              |
|  | Tetraphidopsida                                                              |
|  |                                                                              |
|  | Polytrichopsida płonniki                                                     |
|  |                                                                              |

|  | Tetraphidopsida          |
|  |                          |
|  | Polytrichopsida płonniki |
|  |                          |

|  | Andreaeobryopsida       |
|  |                         |
|  | Andreaeopsida naleźliny |
|  |                         |

|  | Oedipodiopsida                                                               |
|  |                                                                              |
|  | \| \| Tetraphidopsida \| \| \| \| \| \| Polytrichopsida płonniki \| \| \| \| |
|  |                                                                              |
|  | Tetraphidopsida                                                              |
|  |                                                                              |
|  | Polytrichopsida płonniki                                                     |
|  |                                                                              |

|  | Tetraphidopsida          |
|  |                          |
|  | Polytrichopsida płonniki |
|  |                          |

|  | Oedipodiopsida                                                               |
|  |                                                                              |
|  | \| \| Tetraphidopsida \| \| \| \| \| \| Polytrichopsida płonniki \| \| \| \| |
|  |                                                                              |
|  | Tetraphidopsida                                                              |
|  |                                                                              |
|  | Polytrichopsida płonniki                                                     |
|  |                                                                              |

|  | Tetraphidopsida          |
|  |                          |
|  | Polytrichopsida płonniki |
|  |                          |

|  | Andreaeobryopsida       |
|  |                         |
|  | Andreaeopsida naleźliny |
|  |                         |

|  | Oedipodiopsida                                                               |
|  |                                                                              |
|  | \| \| Tetraphidopsida \| \| \| \| \| \| Polytrichopsida płonniki \| \| \| \| |
|  |                                                                              |
|  | Tetraphidopsida                                                              |
|  |                                                                              |
|  | Polytrichopsida płonniki                                                     |
|  |                                                                              |

|  | Tetraphidopsida          |
|  |                          |
|  | Polytrichopsida płonniki |
|  |                          |

|  | Oedipodiopsida                                                               |
|  |                                                                              |
|  | \| \| Tetraphidopsida \| \| \| \| \| \| Polytrichopsida płonniki \| \| \| \| |
|  |                                                                              |
|  | Tetraphidopsida                                                              |
|  |                                                                              |
|  | Polytrichopsida płonniki                                                     |
|  |                                                                              |

|  | Tetraphidopsida          |
|  |                          |
|  | Polytrichopsida płonniki |
|  |                          |

|  | Andreaeobryopsida       |
|  |                         |
|  | Andreaeopsida naleźliny |
|  |                         |

|  | Oedipodiopsida                                                               |
|  |                                                                              |
|  | \| \| Tetraphidopsida \| \| \| \| \| \| Polytrichopsida płonniki \| \| \| \| |
|  |                                                                              |
|  | Tetraphidopsida                                                              |
|  |                                                                              |
|  | Polytrichopsida płonniki                                                     |
|  |                                                                              |

|  | Tetraphidopsida          |
|  |                          |
|  | Polytrichopsida płonniki |
|  |                          |

|  | Oedipodiopsida                                                               |
|  |                                                                              |
|  | \| \| Tetraphidopsida \| \| \| \| \| \| Polytrichopsida płonniki \| \| \| \| |
|  |                                                                              |
|  | Tetraphidopsida                                                              |
|  |                                                                              |
|  | Polytrichopsida płonniki                                                     |
|  |                                                                              |

|  | Tetraphidopsida          |
|  |                          |
|  | Polytrichopsida płonniki |
|  |                          |

|  | Andreaeobryopsida       |
|  |                         |
|  | Andreaeopsida naleźliny |
|  |                         |

|  | Oedipodiopsida                                                               |
|  |                                                                              |
|  | \| \| Tetraphidopsida \| \| \| \| \| \| Polytrichopsida płonniki \| \| \| \| |
|  |                                                                              |
|  | Tetraphidopsida                                                              |
|  |                                                                              |
|  | Polytrichopsida płonniki                                                     |
|  |                                                                              |

|  | Tetraphidopsida          |
|  |                          |
|  | Polytrichopsida płonniki |
|  |                          |

|  | Oedipodiopsida                                                               |
|  |                                                                              |
|  | \| \| Tetraphidopsida \| \| \| \| \| \| Polytrichopsida płonniki \| \| \| \| |
|  |                                                                              |
|  | Tetraphidopsida                                                              |
|  |                                                                              |
|  | Polytrichopsida płonniki                                                     |
|  |                                                                              |

|  | Tetraphidopsida          |
|  |                          |
|  | Polytrichopsida płonniki |
|  |                          |

|  | Andreaeobryopsida       |
|  |                         |
|  | Andreaeopsida naleźliny |
|  |                         |

|  | Oedipodiopsida                                                               |
|  |                                                                              |
|  | \| \| Tetraphidopsida \| \| \| \| \| \| Polytrichopsida płonniki \| \| \| \| |
|  |                                                                              |
|  | Tetraphidopsida                                                              |
|  |                                                                              |
|  | Polytrichopsida płonniki                                                     |
|  |                                                                              |

|  | Tetraphidopsida          |
|  |                          |
|  | Polytrichopsida płonniki |
|  |                          |

|  | Oedipodiopsida                                                               |
|  |                                                                              |
|  | \| \| Tetraphidopsida \| \| \| \| \| \| Polytrichopsida płonniki \| \| \| \| |
|  |                                                                              |
|  | Tetraphidopsida                                                              |
|  |                                                                              |
|  | Polytrichopsida płonniki                                                     |
|  |                                                                              |

|  | Tetraphidopsida          |
|  |                          |
|  | Polytrichopsida płonniki |
|  |                          |

|  | Andreaeobryopsida       |
|  |                         |
|  | Andreaeopsida naleźliny |
|  |                         |

|  | Oedipodiopsida                                                               |
|  |                                                                              |
|  | \| \| Tetraphidopsida \| \| \| \| \| \| Polytrichopsida płonniki \| \| \| \| |
|  |                                                                              |
|  | Tetraphidopsida                                                              |
|  |                                                                              |
|  | Polytrichopsida płonniki                                                     |
|  |                                                                              |

|  | Tetraphidopsida          |
|  |                          |
|  | Polytrichopsida płonniki |
|  |                          |

|  | Oedipodiopsida                                                               |
|  |                                                                              |
|  | \| \| Tetraphidopsida \| \| \| \| \| \| Polytrichopsida płonniki \| \| \| \| |
|  |                                                                              |
|  | Tetraphidopsida                                                              |
|  |                                                                              |
|  | Polytrichopsida płonniki                                                     |
|  |                                                                              |

|  | Tetraphidopsida          |
|  |                          |
|  | Polytrichopsida płonniki |
|  |                          |

|  | Andreaeobryopsida       |
|  |                         |
|  | Andreaeopsida naleźliny |
|  |                         |

|  | Oedipodiopsida                                                               |
|  |                                                                              |
|  | \| \| Tetraphidopsida \| \| \| \| \| \| Polytrichopsida płonniki \| \| \| \| |
|  |                                                                              |
|  | Tetraphidopsida                                                              |
|  |                                                                              |
|  | Polytrichopsida płonniki                                                     |
|  |                                                                              |

|  | Tetraphidopsida          |
|  |                          |
|  | Polytrichopsida płonniki |
|  |                          |

|  | Oedipodiopsida                                                               |
|  |                                                                              |
|  | \| \| Tetraphidopsida \| \| \| \| \| \| Polytrichopsida płonniki \| \| \| \| |
|  |                                                                              |
|  | Tetraphidopsida                                                              |
|  |                                                                              |
|  | Polytrichopsida płonniki                                                     |
|  |                                                                              |

|  | Tetraphidopsida          |
|  |                          |
|  | Polytrichopsida płonniki |
|  |                          |

Sześć z ośmiu klas zawiera jedynie po jednym lub po dwa rodzaje. Klasa płonników zawiera 23 rodzaje, zaś klasa prątników jest najbardziej zróżnicowana, obejmując 95% znanych gatunków mchów.
Torfowce są klasą mchów zawierającą dwa żyjące obecnie rodzaje – Ambuchanania i torfowiec (Sphagnum). Mchy te tworzą torf oraz silnie kwasowe torfowiska. Ich listki złożone są z żywych oraz dużych i martwych komórek ułożonych naprzemiennie. Martwe służą do magazynowania wody, w żywych zaś toczą się wszystkie procesy metaboliczne, z fotosyntezą na czele. Pomijając te właściwości, unikalne rozgałęzianie się, płaskie i szerokie splątki oraz gwałtownie otwierająca się puszka podkreślają odrębność tej klasy.
Naleźliny i Andreaeobryopsida mogą być rozpoznane dzięki dwuwarstwowym chwytnikom, wielowarstwowym splątkom oraz puszkom rozdzielającym się wzdłuż, w przeciwieństwie do większości mchów, których puszki otwierają się u góry.
Płonniki mają liście z seriami równoległych lamel; blaszek zawierających komórki wyposażone w chloroplasty. Zajmują się one przeprowadzaniem fotosyntezy oraz pomagają w magazynowaniu wody. Płonniki różnią się od pozostałych mchów także w innych właściwościach, dzięki czemu mogą osiągać większe od nich rozmiary. Płonnik pospolity na przykład, może tworzyć poduszki osiągające do 40 cm wysokości, a Dawsonia superba pochodząca z Nowej Zelandii jest najwyższym mchem na świecie.
Mchy są najbliższymi żyjącymi krewnymi roślin naczyniowych.

## Historia geologiczna
Ze względu na ich delikatną strukturę, odnaleziony zapis kopalny mchów jest skąpy. Skamieniałości jednoznacznie identyfikowane jako mchy zostały znalezione na terenie Antarktyki i Rosji, w skałach należących do permu. Istnieją też przesłanki za istnieniem mchów w karbonie. Można się także spotkać z twierdzeniem, iż rurkopodobne skamieniałości pochodzące z syluru są szczątkami czepka mchu.

## Uprawa

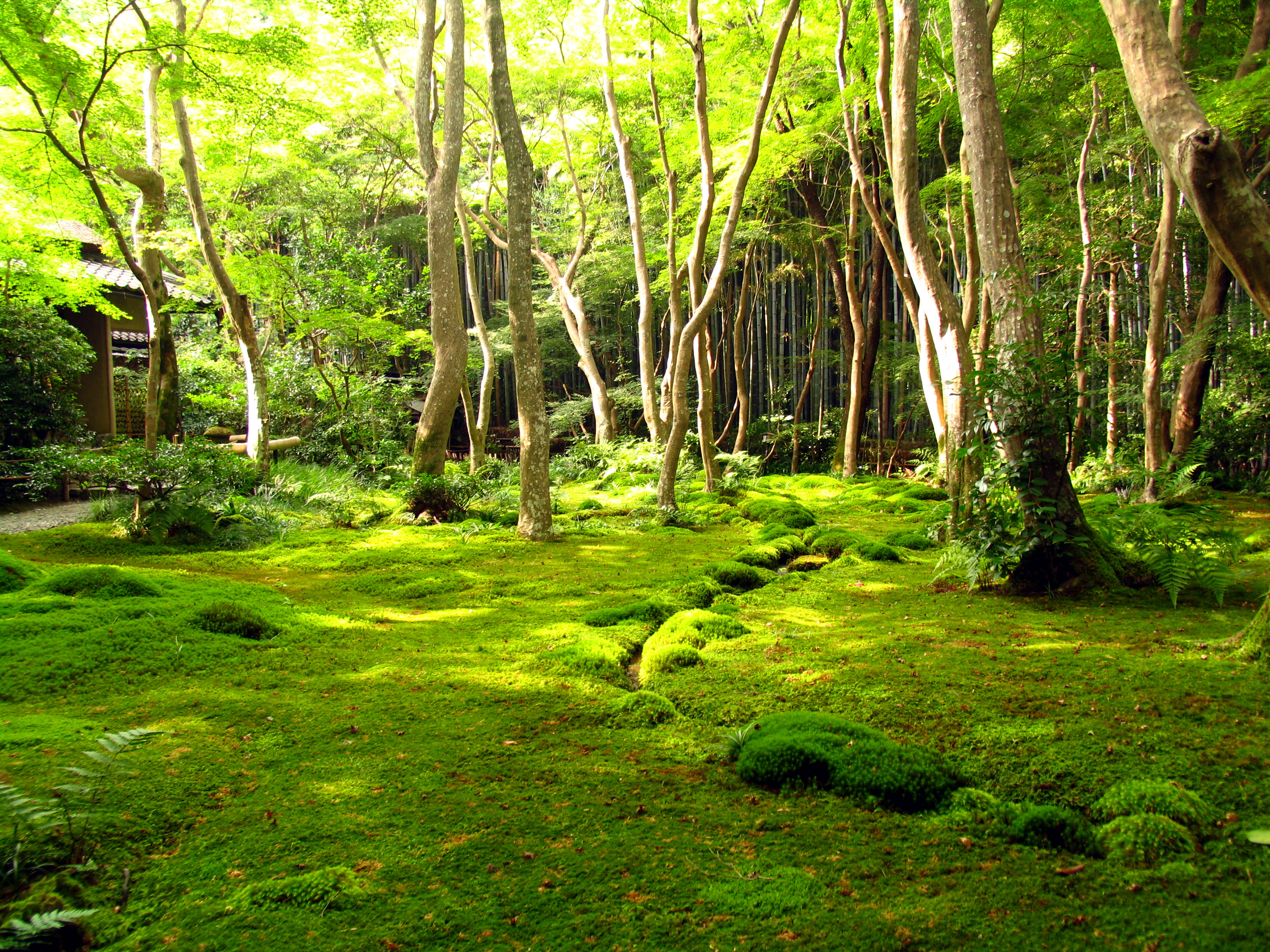
Japoński ogród w świątyni Gioji, w okolicy Arashiyama, na północny zachód od Kioto.

Rosnące na trawnikach mchy uważa się za chwasty, jednak w ogrodach japońskich są one sadzone celowo. W starych świątynnych ogrodach mech porasta niekiedy ściółkę wśród drzew. Ma to dodawać powagi oraz spokoju. Nie istnieją ustalone zasady uprawy mchów. Kolekcje mchów są często rozpoczynane od kilku próbek dziko żyjących mchów trzymanych w pojemnikach zatrzymujących wilgoć. Niektóre mchy jednak mogą potrzebować specyficznych warunków, takich jak odpowiednie warunki świetlne, wilgoć, czy pH gleby, przez co ich hodowla jest trudna.

## Środowisko

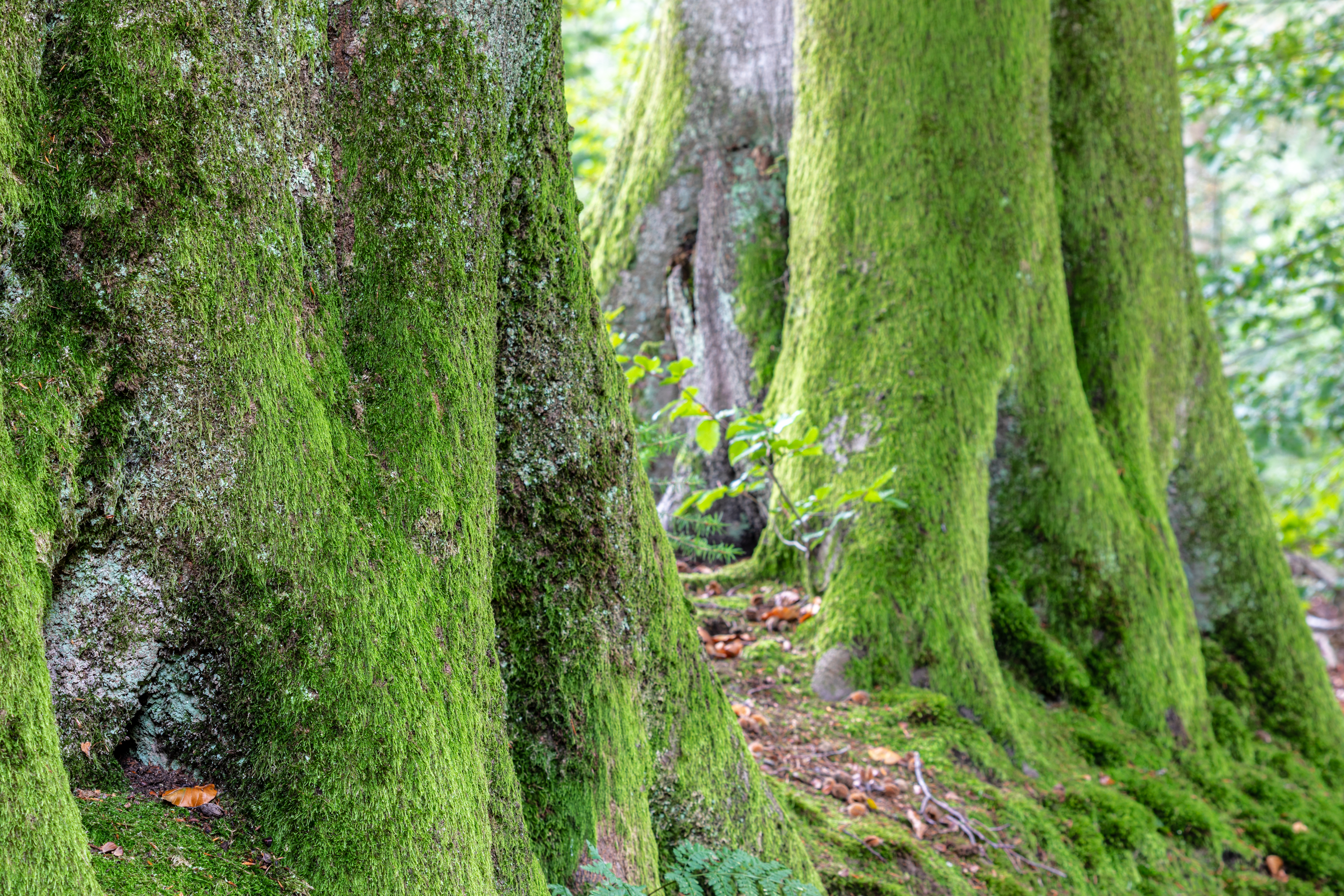
Mchy porastające korę drzew

Mchy są organizmami pionierskimi. Potrafią kolonizować niegościnne, ubogie siedliska (skały, piaski). Dzięki zatrzymywaniu pyłów i rozkładowi mchów powstaje próchnica, a w konsekwencji możliwy staje się rozwój roślin bardziej wymagających. Mchy przystosowane są do gromadzenia dużych ilości wody (za sprawą skupienia łodyg w darń, gęstego okrycia łodyg liśćmi, chwytnikami i parafiliami, porowatości skórki) chroniąc w ten sposób glebę przed erozją, zmniejszając szybkość i wielkość spływów powierzchniowych. Darnie mchów chronią też glebę przed szybkim wysychaniem i tym samym utrzymują w niej większą wilgotność. Głównie dzięki mchom (zwłaszcza torfowcom) możliwy jest rozwój torfowisk, a tym samym odkładanie torfu. Na jałowych wydmach mchy utrwalają ruchome podłoże i biorą istotny udział w procesie glebotwórczym.
Mchy rosną zwykle przynajmniej w okresowo wilgotnych miejscach w rozmaitych ekosystemach naturalnych i półnaturalnych, a także w siedliskach antropogenicznych – na dachach i murach. Decydują o funkcjonowaniu wielu ekosystemów takich jak np. torfowiska lub tundra mszysto-porostowa. W lasach tworzą warstwę mszystą w runie, zwłaszcza w lasach wilgotnych obecne są w różnych piętrach lasu, włącznie z porastaniem powierzchni wiecznie zielonych liści. Często rosną na pniach drzew, poza tym na skałach, polach, murawach i łakach. Niektóre gatunki to rośliny wodne.

## Zastosowanie mchów
Największe znaczenie użytkowe mchów przypisywane jest tworzonemu przez nie torfowi, który ma wielorakie zastosowanie jako materiał opałowy, nawóz, ściółka dla zwierząt gospodarskich, materiał budowlany lub dodatek do różnych produktów budowlanych takich jak cegły i płyty izolacyjne, surowiec do wyrobu papieru, tektury, filtrów oraz preparatów leczniczych. Wykorzystywane są także do uszczelniania drewnianych budynków.
Mchy stosowane są także jako podściółka w uprawie truskawek i poziomek, do utykania szpar w budynkach drewnianych i otulania budynków gospodarczych.
Określone gatunki mchów wykorzystywane są jako gatunki wskaźnikowe w odniesieniu do warunków wodnych (ekspertyzy melioracyjne) oraz złóż określonych minerałów. Wskaźnikami skał zawierających związki żelaza, glinu i miedzi są np. Mielichhoferia elongata i Gymnocolea acutiloba.
Ze względu na rolę w środowisku wpływają także na właściwości użytkowe lasów, w których warstwa mszysta odgrywa istotną rolę w regulacji bilansu wodnego poprawiając warunki produkcji drewna. Z kolei na użytkach zielonych uznawane są za problematyczne ze względu na zakwaszanie gleby, utrudnianie aeracji i sprzyjanie tworzeniu zabagnień. Jako gatunki pionierskie odgrywają istotną rolę w ochronie przed erozją i stabilizacji hałd, wydm i wszelkich skarp budowli ziemnych.